# Steve Sandvoss

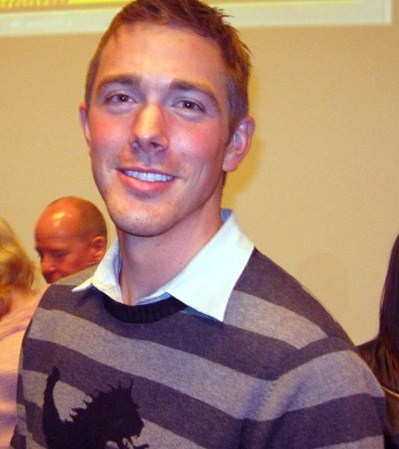
Steve Sandvoss

Steve Sandvoss (* 23. Juni 1980 in New York, New York) ist ein US-amerikanischer Schauspieler.

## Leben
Er wuchs in den Vororten von New York auf, zog nach Connecticut und ging dann auf die Harvard-Universität. Er studierte mit der bekannten Schauspielerin Natalie Portman und war meistens in den Schauspielklassen zu finden. Er unterrichtete sich in Fotografie und amerikanischer Literatur. Schon früh wählte er gerne extreme Rollen, konnte aber auch im klassischen Repertoire von Brecht bis Shakespeare Erfahrungen sammeln.
Darüber hinaus veranstaltete er Lesezirkel und schrieb Kritiken und Essays für verschiedene Zeitschriften. Neben seiner Arbeit als Model schloss er sein Harvard-Studium mit Auszeichnung ab, spricht fließend Chinesisch und ist mit Latter Days zum ersten Mal ins Filmgeschäft vorgedrungen.

## Filmografie (Auswahl)

### Filme
- 2003: Latter Days
- 2005: Wo die Liebe hinfällt … (Rumor Has It…)
- 2006: Price to Pay
- 2006: Waning Moon (Kurzfilm)
- 2007: Buried Alive – Lebendig begraben (Buried Alive)
- 2007: Outside The Box
- 2007: The Ritual
- 2007: Kiss the Bride
- 2008: Lie To Me (Fling)

### Fernsehauftritte
- 2003: American Dreams (Episode 1.24)
- 2004: Dr. Vegas (Episode 1.1)
- 2005: Nip/Tuck – Schönheit hat ihren Preis (Nip/Tuck) als Tommy Bolton (Episode 3.08)
- 2006: The Inside (Episoden 1.11, 1.12, 1.13)
- 2005: Cold Case – Kein Opfer ist je vergessen (Cold Case, Episode 2.18)
- 2006: E-Ring – Military Minds (E-Ring, Episode 1.21)
- 2007: Grey’s Anatomy (Episode 4.06)